# Beauvericina
La beauvericina es un depsipéptido con efectos antibióticos e insecticidas perteneciente a la familia de las eniatinas. Se aisló del hongo Beauveria bassiana, pero también lo producen otros hongos, entre ellos varias especies de Fusarium; por tanto, puede aparecer en cereales (como el maíz, el trigo y la cebada) contaminados con estos hongos. La beauvericina es activa contra las bacterias Gram-positivas y las micobacterias, y también es capaz de inducir la muerte celular programada en los mamíferos.
Químicamente, la beauvericina es un hexadepsipéptido cíclico con residuos alternos de N-metil- fenilalanilo y D-hidroxi-iso-valerilo. Su capacidad de formación de complejos iónicos permite que la beauvericina transporte iones de metales alcalinotérreos y alcalinotérreos a través de las membranas celulares . 
Beauvericin tiene efectos fungicidas in vitro sobre Candida parapsilosis cuando se usa en combinación con el fármaco antifúngico ketoconazol en dosis de 0,1 μg/ml. También se observaron mayores tasas de supervivencia y baja citotoxicidad en modelos de ratón.